# Sirocalodes mixtus
Sirocalodes mixtus är en skalbaggsart som först beskrevs av Étienne Mulsant och Claudius Rey 1858.  Sirocalodes mixtus ingår i släktet Sirocalodes, och familjen vivlar. Arten är reproducerande i Sverige.